# Montjardin
Montjardin ist eine französische Gemeinde mit 80 Einwohnern (Stand: 1. Januar 2022) im Département Aude in der Region Okzitanien. Sie gehört zum Kanton La Haute-Vallée de l’Aude und zum Arrondissement Limoux.
Nachbargemeinden sind Saint-Benoît im Nordosten, Festes-et-Saint-André im Südosten, Villefort im Süden und Chalabre im Westen.

## Bevölkerungsentwicklung
| Jahr      | 1962 | 1968 | 1975 | 1982 | 1990 | 1999 | 2009 | 2015 |
| --------- | ---- | ---- | ---- | ---- | ---- | ---- | ---- | ---- |
| Einwohner | 94   | 77   | 63   | 94   | 115  | 110  | 99   | 89   |